# UGC 29
NGC 29 es una galaxia elíptica localizada en la constelación Pegaso.